# Ephesia infasciata
Ephesia infasciata är en fjärilsart som beskrevs av Clayton Dissinger Mell 1936. Ephesia infasciata ingår i släktet Ephesia och familjen nattflyn. Inga underarter finns listade i Catalogue of Life.